# Kyoko Kimura
Pour les articles homonymes, voir Kimura.
Kyoko Kimura (木村 響子, Kimura Kyōko), née le 19 mars 1977, est une catcheuse et pratiquante d'arts martiaux mixtes japonaise.
Elle commence à s'entraîner pour devenir catcheuse dans les années 1990 avant de faire ses débuts en 2003. Au cours de sa carrière, elle travaille dans de nombreuses fédérations de catch féminin et se fait connaître pour ses combats de catch hardcore. Elle arrête sa carrière en 2017. Entre-temps, elle s'essaie aux arts martiaux mixtes au sein de la Pancrase et elle a un bilan de deux victoires, une égalité et une défaite entre fin 2011 et le printemps 2012.
En 2020, après le suicide de sa fille Hana, elle fait pression auprès du gouvernement japonais pour durcir les peines encourus en cas de cyberharcèlement.

## Carrière de catcheuse

### Jeunesse, entraînement et arrêts
Kyoko Kimura devient fan de catch après avoir vu un combat opposant Dory et Terry Funk à Abdullah the Butcher et The Sheik. Au début des années 1990, The Sheik lutte au Japon à la Frontier Martial-Arts Wrestling (FMW) et il fait l'objet d'un documentaire. Après avoir vu cela, Kimura décide d'arrêter ses études en 1993 et entre au dojo de la FMW. Elle s'entraîne auprès de Masato Tanaka, mais elle quitte le dojo à la suite de deux blessures aux genoux.
Après cela, elle part au Mexique, où elle reprend l'entraînement en vue de devenir catcheuse. Elle vit ensuite de petits boulots en Indonésie, où elle rencontre son mari. De leur union naît Hana . Ils retournent au Japon, où le mari de Kyoko la laisse seule avec sa fille,.

### Débuts à laJapanese Women Pro-Wrestling Project(2003-2005)
Au début des années 2000, Kimura reprend son entraînement pour devenir catcheuse et intègre le dojo de la Japanese Women Pro-Wrestling Project (en) (JWP). Elle y fait ses débuts le 20 janvier 2003. Elle quitte cette fédération deux ans plus tard car la JWP ne la fait pas assez monter sur le ring pour devenir une agent libre,.

### NEO Women's Pro Wrestling(2005-2010)
Kimura commence à travailler pour la NEO Women's Pro Wrestling (ja) (NEO) à partir de 2005. Elle y remporte son premier titre le 21 août de cette même année en devenant championne poids lourd Iron Man en battant sa fille Hana alors âgée de sept ans[pas clair]. Son règne est assez court, car elle perd sa ceinture après sa défaite face à Yuka Nakamura un peu plus tard.

## Carrière de pratiquante d'arts martiaux mixtes
Le 25 octobre 2011, la Pancrase annonce que Kimura va faire ses débuts dans les arts martiaux mixtes face à Megumi Yabushita (en) le 12 novembre durant Pancrase - Impressive Tour 11. Le 12 novembre, elle impressionne en battant Yabushita par arrêt du médecin à la fin du premier round. 
Le 19 décembre 2011, la Pancrase commence à dévoiler les combats à venir pour Pancrase -Progess Tour 1, le 28 janvier 2012. Kimura y affronte Mizuho Sato. Leur affrontement se termine sur une égalité, puisque les deux combattantes restent debout à la fin du combat et les juges n'arrivent pas à les départager.
Le 12 mars 2011, la Pancrase annonce que Kimura va affronter la sud-coréenne, Sung Eun Kim, le 1er avril durant Pancrase - Progess Tour 4. Le 1er avril 2011, elle met KO son adversaire en lui assénant plusieurs coups de poing après une minute de combat.
Le 12 avril 2011, la Pancrase publie un communiqué indiquant que Kimura va se retrouver face à Rin Nakai (en), le 20 mai à Pancrase - Progress Tour 6. Le 20 mai 2011, Nakai soumet Kimura avec une clé de bras un peu avant la fin du premier round.

## Palmarès

### En arts martiaux mixtes
| 4 combats      | 2 victoires | 1 défaites |
| Par KO         | 2           | 0          |
| Par soumission | 0           | 1          |
| Sur décision   | 0           | 0          |
| Égalités       | 1           | 1          |

| Résultat | Record | Adversaire            | Méthode                             | Événement                     | Date             | Round | Temps | Lieu           | Notes |
| -------- | ------ | --------------------- | ----------------------------------- | ----------------------------- | ---------------- | ----- | ----- | -------------- | ----- |
| Défaite  | 2-1-1  | Rin Nakai (en)        | Soumission (clé de bras)            | Pancrase - Progress Tour 6    | 20 mai 2012      | 1     | 4:32  | Okinawa, Japon |       |
| Victoire | 2-0-1  | Sung Eun Kim          | K.O technique (coups de poing)      | Pancrase - Progress Tour 4    | 1er avril 2012   | 1     | 1:01  | Tokyo, Japon   |       |
| Égalité  | 1-0-1  | Mizuho Sato           | Égalité (décision unanime)          | Pancrase - Progress Tour 1    | 28 janvier 2012  | 2     | 5:00  | Tokyo, Japon   |       |
| Victoire | 1-0    | Megumi Yabushita (en) | K.O technique (décision du médecin) | Pancrase - Impressive Tour 11 | 12 novembre 2011 | 1     | 5:00  | Tokyo, Japon   |       |

### En catch
- Dramatic Dream Team (DDT)
  - 1 fois championne poids lourd Iron Man[12]
- Ice Ribbon (en)
  - 1 fois championne internationale par équipes de la Ribbon (en) avec Sayaka Obihiro (en)[13]
- Japanese Women Pro-Wrestling Project (en) (JWP)
  - 1 fois championne toutes catégories de la JWP (en)[14]
  - 2 fois championne par équipes de la JWP (en) avec Command Bolshoi (en) puis avec Hanako Nakamori (en)[15]
  - 2 fois championne par équipes féminine du Daily Sports (en) avec Command Bolshoi (en) puis avec Hanako Nakamori (en)[16]
- NEO Women's Pro Wrestling (en) (NEO)
  - 2 fois championne par équipes de la NEO (ja) avec Amazing Kong puis avec Atsuko Emoto[17]
- Pro Wrestling Wave (en) (Wave)
  - 1 fois championne par équipes de la Wave (en) avec Tomoka Nakagawa (en)[18]
- Pro Wrestling WORLD-1 (WORLD-1)
  - 1 fois championne féminine d'Amérique du Nord de la WORLD-1[19]
- REINA X World (ja) (REINA X)
  - 1 fois championne du monde par équipes de la REINA X (en) avec Sayaka Obihiro (en)[20]
- World Woman Pro-Wrestling Diana (ja)
  - 1 fois championne du monde de la World Woman Pro-Wrestling Diana (en)[21]
- World Wonder Ring Stardom
  - 2 fois championne Artist of Stardom avec Alpha Female (en) et Female Predator Amazon puis avec Hana Kimura et Kagetsu (en)[22]
  - 3 fois championne Goddess of Stardom avec Hailey Hatred (en) puis avec Alpha Female (en) et enfin avec Kagetsu (en)[23]